# Соломатин, Павел Петрович
Па́вел Петро́вич Солома́тин (28 июля 1922—1999) — советский футболист, полузащитник. Выступал за куйбышевские «Крылья Советов», московские «Торпедо» и «Химик». Мастер спорта СССР (1949).

## Биография
Родился в нынешней Тульской области.
Начинал играть в середине 1930-х годов в Москве в футбольных секциях Московского окружного отделения МЖД, стадиона Юных пионеров и московского «Спартака». После окончания войны стал выступать за «Крылья Советов» из Куйбышева. В своём первом сезоне во второй группе забил 6 мячей и помог клубу выйти в первую группу. Там он дебютировал 21 апреля 1946 года в матче против ленинградского «Зенита». Всего за два сезона в высшей лиге Павел сыграл 42 матча и забил 1 гол в ворота киевского «Динамо».
В 1948 году Соломатин перешёл в «Торпедо». За 6 сезонов он сыграл 129 матчей и забил 7 голов. В 1953 году стал бронзовым призёром чемпионата, дважды выигрывал Кубок СССР. Два раза был включён в список 33 лучших футболистов сезона под № 3. В 1950 отметился голом в свои ворота в матче с киевским «Динамо».
Завершал карьеру в 1954 году в московской команде «Химик».
Также параллельно с футболом играл в хоккей с мячом. Выступал на позиции полузащитника в клубах «Метрострой» и «Торпедо». Был финалистом Кубка СССР 1949 года.
В 1953 году окончил школу тренеров при ГЦОЛИФК. В 1957—1958 годах входил в тренерский штаб куйбышевских «Крыльев Советов», а в 1971 году был тренером в «Двине». Также более 20 лет работал с детскими и юношескими командами московского «Торпедо».

## Достижения

### Командные
«Торпедо»
- Обладатель Кубка СССР: 1949, 1952

### Личные
- В списке 33 лучших футболистов сезона в СССР: № 3 (1949, 1950)